# Academic Press
Academic Press là nhà xuất bản sách học thuật do Walter Jolowicz, tên tại Mỹ là Walter J. Johnson (1908–1996), thành lập năm 1942 . Ban đầu nó là nhà xuất bản độc lập, và được Harcourt, Brace & World mua lại vào năm 1969. Năm 2000 Reed Elsevier mua lại từ Harcourt, và Elsevier là chủ sở hữu đến nay .
Academic Press xuất bản các sách tham khảo, xuất bản từng số (serials) và các sản phẩm trực tuyến trong các lĩnh vực chủ đề: 
- Kỹ thuật truyền thông
- Kinh tế học
- Khoa học môi trường
- Tài chính
- Khoa học thực phẩm và dinh dưỡng
- Vật lý học
- Khoa học sự sống
- Toán học và Thống kê học
- Khoa học thần kinh
- Khoa học thể chất
- Tâm lý học

Các sản phẩm nổi tiếng bao gồm các phương pháp trong loạt Methods in Enzymology và các bách khoa toàn thư như Bách khoa toàn thư Quốc tế về Y tế công cộng (The International Encyclopedia of Public Health) và Bách khoa toàn thư về Khoa học thần kinh (Encyclopedia of Neuroscience) .